# Mazda Soccer Club 1986-1987
Questa voce raccoglie le informazioni riguardanti il Mazda Soccer Club nelle competizioni ufficiali della stagione 1986-1987.

## Stagione
Ritornato in prima divisione, il Mazda integrò nella propria squadra alcuni stranieri sfruttando una nuova normativa della Japan Soccer League che determinava l'erogazione di licenze per l'ingaggio di calciatori professionisti. Uscita presto dalle coppe, la squadra si concentrò sul campionato dove ottenne una facile salvezza, a pochi punti di distanza dalle posizioni di classifica medio-alta.

## Maglie e sponsor
Le maglie, prodotte dall'Adidas, recano sulla parte anteriore il logo della Mazda.
| Manica sinistra · Manica sinistra · Maglietta · Maglietta · Manica destra · Manica destra · Pantaloncini · Calzettoni |

## Rosa
| N. |                          | Ruolo | Calciatore                      |
| -- | ------------------------ | ----- | ------------------------------- |
| 1  | Paesi Bassi (bandiera)   | P     | Dido Havenaar                   |
| 2  | Giappone (bandiera)      | D     | Shigekazu Nakamura              |
| 3  | Giappone (bandiera)      | D     | Kenji Shada                     |
| 4  | Corea del Sud (bandiera) | D     | Choi Kyung-Sik                  |
| 5  | Giappone (bandiera)      | D     | Katsuyoshi Shintō               |
| 6  | Giappone (bandiera)      | C     | Shigeru Sarusawa                |
| 7  | Giappone (bandiera)      | C     | Shinichiro Takahashi (capitano) |
| 8  | Giappone (bandiera)      | C     | Shima Takahashi                 |
| 9  | Giappone (bandiera)      | C     | Katsuyuki Kawachi               |
| 10 | Giappone (bandiera)      | A     | Takahiro Kimura                 |
| 11 | Inghilterra (bandiera)   | A     | Norman Klek                     |
| 12 | Giappone (bandiera)      | C     | Shinji Kobayashi                |

| N. |                     | Ruolo | Calciatore         |
| -- | ------------------- | ----- | ------------------ |
| 13 | Giappone (bandiera) | C     | Hirobumi Sansei    |
| 14 | Giappone (bandiera) | A     | Hirohumi Kanbaru   |
| 15 | Giappone (bandiera) | A     | Masahiro Imagawa   |
| 16 | Giappone (bandiera) | C     | Takashi Yamada     |
| 19 | Giappone (bandiera) | D     | Hiroshi Matsuda    |
| 20 | Giappone (bandiera) | C     | Hidekazu Orita     |
| 21 | Giappone (bandiera) | P     | Kazuyori Mochizuki |
| 22 | Giappone (bandiera) | D     | Yasuyuki Satō      |
| 23 | Giappone (bandiera) | P     | Kazuya Maekawa     |
| 26 | Giappone (bandiera) | C     | Akinobu Yokuichi   |
| 28 | Giappone (bandiera) | A     | Takumi Shima       |

## Statistiche

### Statistiche di squadra
| Competizione          | Punti | Totale | Totale | Totale | Totale | Totale | Totale | DR  |
| Competizione          | Punti | G      | V      | N      | P      | Gf     | Gs     | DR  |
| --------------------- | ----- | ------ | ------ | ------ | ------ | ------ | ------ | --- |
| JSL Division 1        | 23    | 22     | 6      | 11     | 5      | 17     | 17     | 0   |
| JSL Cup               | -     | 1      | 0      | 0      | 1      | 2      | 3      | -1  |
| Coppa dell'Imperatore | -     | 2      | 1      | 0      | 1      | 4      | 2      | +2  |
| Totale                |       | 32     | 19     | 7      | 6      | 57     | 23     | +34 |